# Boursonne
Boursonne est une commune française située dans le département de l'Oise en région Hauts-de-France.

## Géographie

### Description
Petit village picard du Valois dans l'Oise, limitrophe de l'Aisne, jouxtant Villers-Cotterêts  et situé à 12 km à vol d'oiseau à l'est de Crépy-en-Valois, 57 km au nord-est de Paris,  31 km au nord de Meaux, 31 km au nord-ouest de Château-Thierry, 28 km au sud-ouest de Soissons et 30 km au sud-est de Compiègne, en bordure de la forêt de Retz.
Louis Graves indiquait en 1851 que Boursonne  avait un « petit territoire raviné, découvert, entouré de trois côtés par la forêt de Retz. Aucun cours d'eau n'en  parcourt l'étendue.
Le chef-lieu, formé de trois rues principales, est voisin de la limite nord ».

### Communes limitrophes
|       | Coyolles Aisne |                         |
| Ivors | Boursonne      | Villers-Cotterêts Aisne |
|       |                | Autheuil-en-Valois      |

### Hydrographie
La commune est située dans le bassin Seine-Normandie. Elle est drainée par le ru d'Autheuil,.

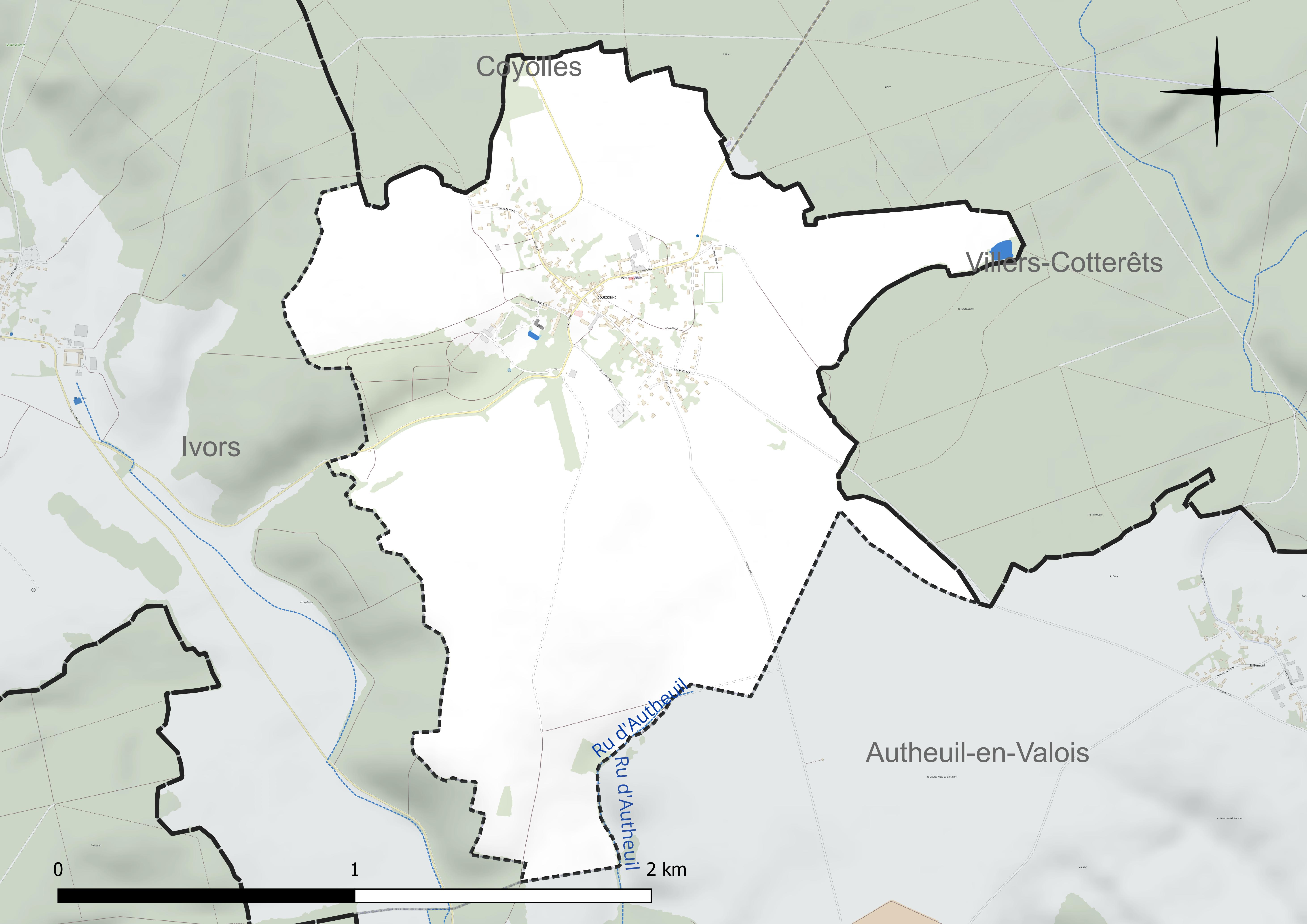
Réseau hydrographique de Boursonne.

### Climat
Pour des articles plus généraux, voir Climat des Hauts-de-France et Climat de l'Oise.
En 2010, le climat de la commune est de type climat océanique dégradé des plaines du Centre et du Nord, selon une étude du CNRS s'appuyant sur une série de données couvrant la période 1971-2000. En 2020, Météo-France publie une typologie des climats de la France métropolitaine dans laquelle la commune est exposée à un climat océanique altéré et est dans la région climatique Nord-est du bassin Parisien, caractérisée par un ensoleillement médiocre, une pluviométrie moyenne régulièrement répartie au cours de l'année et un hiver froid (3 °C).
Pour la période 1971-2000, la température annuelle moyenne est de 10,7 °C, avec une amplitude thermique annuelle de 15,2 °C. Le cumul annuel moyen de précipitations est de 723 mm, avec 11,7 jours de précipitations en janvier et 8,6 jours en juillet. Pour la période 1991-2020, la température moyenne annuelle observée sur la station météorologique la plus proche, située sur la commune du Plessis-Belleville à 24 km à vol d'oiseau, est de 11,4 °C et le cumul annuel moyen de précipitations est de 661,7 mm,. Pour l'avenir, les paramètres climatiques de la commune estimés pour 2050 selon différents scénarios d'émission de gaz à effet de serre sont consultables sur un site dédié publié par Météo-France en novembre 2022.

## Urbanisme

### Typologie
Au 1er janvier 2024, Boursonne est catégorisée commune rurale à habitat dispersé, selon la nouvelle grille communale de densité à sept niveaux définie par l'Insee en 2022.
Elle est située hors unité urbaine. Par ailleurs la commune fait partie de l'aire d'attraction de Paris, dont elle est une commune de la couronne,.

### Occupation des sols
L'occupation des sols de la commune, telle qu'elle ressort de la base de données européenne d'occupation biophysique des sols Corine Land Cover (CLC), est marquée par l'importance des territoires agricoles (80,3 % en 2018), en diminution par rapport à 1990 (91,6 %). La répartition détaillée en 2018 est la suivante : 
terres arables (80,3 %), zones urbanisées (11,3 %), forêts (8,2 %), milieux à végétation arbustive et/ou herbacée (0,2 %). L'évolution de l'occupation des sols de la commune et de ses infrastructures peut être observée sur les différentes représentations cartographiques du territoire : la carte de Cassini (XVIIIe siècle), la carte d'état-major (1820-1866) et les cartes ou photos aériennes de l'IGN pour la période actuelle (1950 à aujourd'hui).

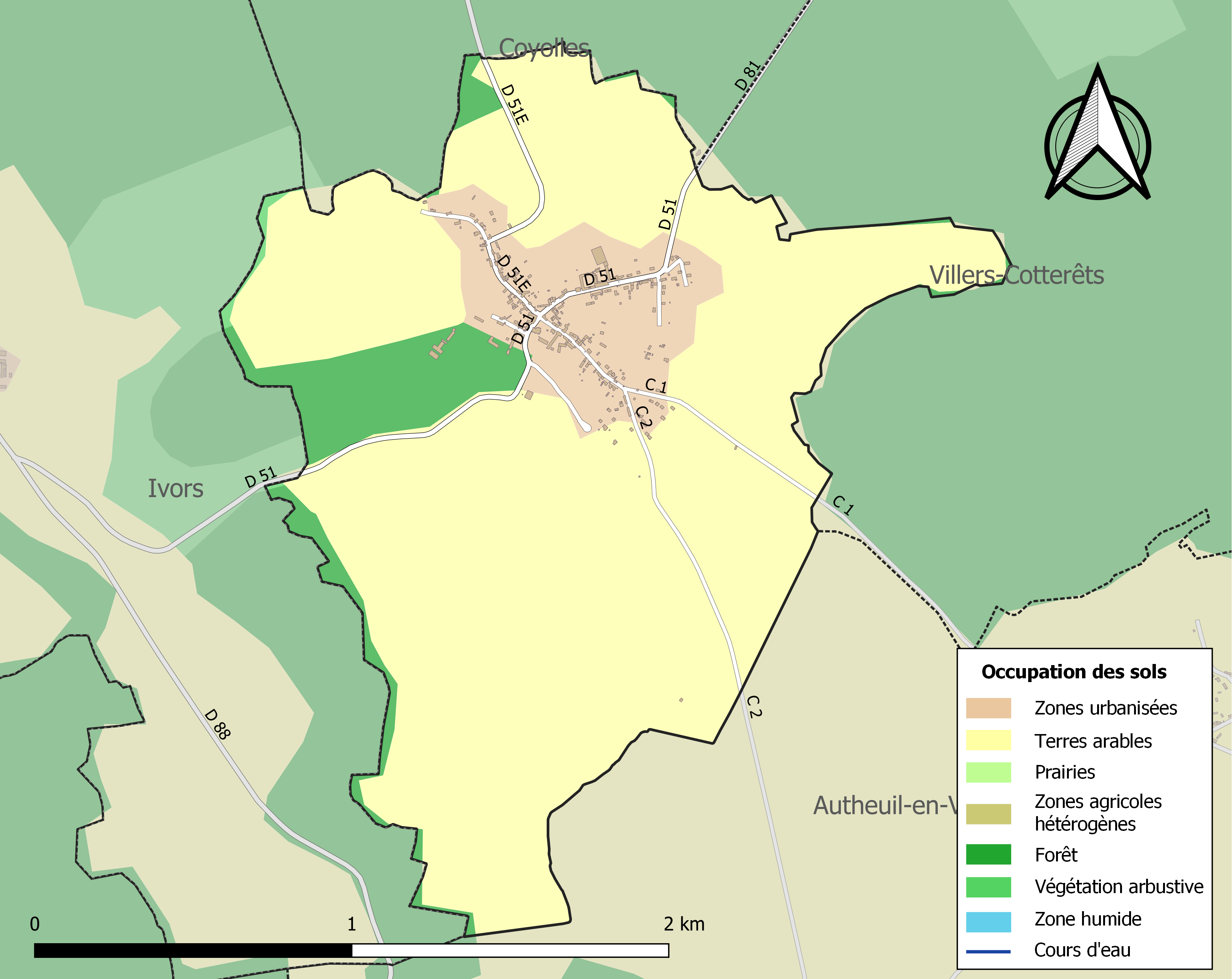
Carte des infrastructures et de l'occupation des sols de la commune en 2018 (CLC).

### Habitat et logement
En 2019, le nombre total de logements dans la commune était de 147, alors qu'il était de 134 en 2014 et de 127 en 2009.
Parmi ces logements, 86,2 % étaient des résidences principales, 8,7 % des résidences secondaires et 5,1 % des logements vacants. Ces logements étaient pour 100 % d'entre eux des maisons individuelles et pour 0 % des appartements.
Le tableau ci-dessous présente la typologie des logements à Boursonne en 2019 en comparaison avec celle de l'Oise et de la France entière. Une caractéristique marquante du parc de logements est ainsi une proportion de résidences secondaires et logements occasionnels (8,7 %) supérieure à celle du département (2,4 %) et inférieure à celle de la France entière (9,7 %). Concernant le statut d'occupation de ces logements, 87,5 % des habitants de la commune sont propriétaires de leur logement (87,6 % en 2014), contre 61,4 % pour l'Oise et 57,5 pour la France entière.
| Typologie                                               | Boursonne | Oise | France entière |
| ------------------------------------------------------- | --------- | ---- | -------------- |
| Résidences principales (en %)                           | 86,2      | 90,4 | 82,1           |
| Résidences secondaires et logements occasionnels (en %) | 8,7       | 2,4  | 9,7            |
| Logements vacants (en %)                                | 5,1       | 7,1  | 8,2            |

### Voies de communication et transports
La commune est desservie, en 2023, par la ligne 6431 du réseau interurbain de l'Oise.

## Toponymie
Le nom de la localité est attesté sous les formes apud Boursone et apud Buiverlemons (XIIe) ; Borsone (vers 1200) ; Gerbertus de Boursone (vers 1247) ; Jacobi de borsona (1285) ; Borsona (1326) ; Boursonne (1530) ; la viconte de boursonne (1376) ; Bourssonne (1406) ; rohardi de bourson (1420) ; de Borsone (XVe) ; Bursonnes (XVe) ; Boursonnes (XVe).
Le village tire probablement son nom, par dérivation, avec le suffixe diminutif -onne de l'appellatif germanique (ancien néerlandais) bors, bours désignant des « broussailles », des « taillis piquants ».

## Histoire

### Ancien Régime
Louis Graves indique que, sous l'Ancien Régime, « La grande rue et la rue Barbetel étaient autrefois du bailliage de Valois, tandis que la rue du Four relevait de celui de Soissons. La terre était partagée en trois fiefs principaux : celui dit de Harsant dépendait de la châtellenie de La Ferté-Milon, au bailliage de Soissons, tandis que La Mollie, et le troisième qui avait titre de vicomté, relevaient de Crépy (...) 
Les habitants jouissaient de droits d'usage importants dans la forêt de Retz, en conséquence de lettres de confirmation accordées, le quatre janvier 1571, par Charles IX, à charge d'apporter le jour de la saint Remi, à la graineterie de Villers-Cotterets, trois muids quatre septiers et une mine d'avoine »

### Époque contemporaine

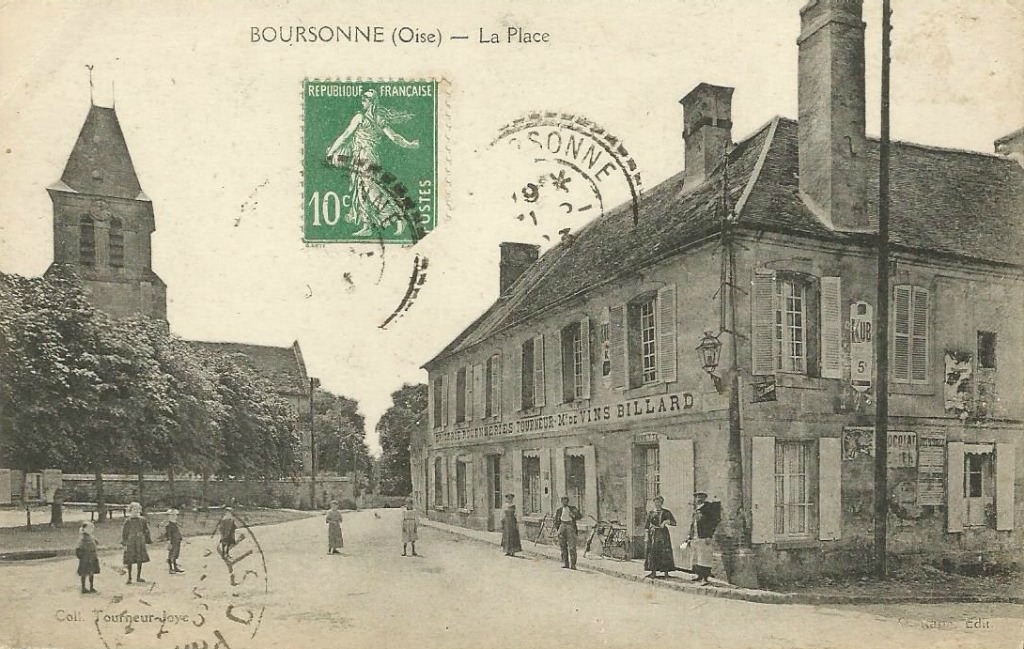
Carte postale du village au début du XXe siècle

En 1851, Boursonne disposait d'une école. Ses habitants étaient des agriculteurs ou des bucherons.
La commune a été desservie par la gare de Boursonne - Coyolles (située à Coyolles), sur la ligne de La Plaine à Hirson et Anor (frontière). Cette gare a été mise en service en 1896 et rasée en 1976.

## Politique et administration

### Rattachements administratifs et électoraux

#### Rattachements administratifs
La commune se trouve dans l'arrondissement de Senlis du département de l'Oise.
Elle faisait partie depuis 1802 du canton de Betz. Dans le cadre du redécoupage cantonal de 2014 en France, cette circonscription administrative territoriale a disparu, et le canton n'est plus qu'une circonscription électorale.

#### Rattachements électoraux
Pour les élections départementales, la commune fait partie depuis 2014 du canton de Nanteuil-le-Haudouin
Pour l'élection des députés, elle fait partie de la quatrième circonscription de l'Oise.

### Intercommunalité
Boursonne est membre de la communauté de communes du Pays de Valois, un établissement public de coopération intercommunale (EPCI) à fiscalité propre créé fin 1996 et auquel la commune a transféré un certain nombre de ses compétences, dans les conditions déterminées par le code général des collectivités territoriales.

### Liste des maires
| Période                                  | Période                         | Identité            | Étiquette | Qualité                                     |
| ---------------------------------------- | ------------------------------- | ------------------- | --------- | ------------------------------------------- |
| Les données manquantes sont à compléter. |                                 |                     |           |                                             |
| avant 1988                               |                                 | Jean-Claude Krysiak |           |                                             |
| Les données manquantes sont à compléter. |                                 |                     |           |                                             |
| 2001                                     | mars 2008                       | Joël Sapet          | DVG       |                                             |
| mars 2008                                | En cours (au 13 septembre 2022) | Sylvain Collard     |           | Agriculteur Réélu pour le mandat 2020-2026, |

## Équipements et services publics

### Enseignement
Les enfants de la commune sont scolarisés avec ceux d'Autheuil-en-Valois et d'Ivors dans le cadre d'un regroupement pédagogique intercommunal (RPI). L'école de Boursonne accueille des élèves de maternelle.

### Postes et télécommunications
Bousonne dispose d'une agence postale communale, située dans le bâtiment de la mairie-école,.

## Population et société

### Démographie

#### Évolution démographique
L'évolution du nombre d'habitants est connue à travers les recensements de la population effectués dans la commune depuis 1793. Pour les communes de moins de 10 000 habitants, une enquête de recensement portant sur toute la population est réalisée tous les cinq ans, les populations de référence des années intermédiaires étant quant à elles estimées par interpolation ou extrapolation. Pour la commune, le premier recensement exhaustif entrant dans le cadre du nouveau dispositif a été réalisé en 2006.

En 2022, la commune comptait 306 habitants, en évolution de +1,32 % par rapport à 2016 (Oise : +0,87 %, France hors Mayotte : +2,11 %).
| 1793 | 1800 | 1806 | 1821 | 1831 | 1836 | 1841 | 1846 | 1851 |
| ---- | ---- | ---- | ---- | ---- | ---- | ---- | ---- | ---- |
| 379  | 434  | 447  | 383  | 353  | 354  | 347  | 348  | 336  |

| 1856 | 1861 | 1866 | 1872 | 1876 | 1881 | 1886 | 1891 | 1896 |
| ---- | ---- | ---- | ---- | ---- | ---- | ---- | ---- | ---- |
| 317  | 301  | 295  | 287  | 313  | 312  | 308  | 300  | 284  |

| 1901 | 1906 | 1911 | 1921 | 1926 | 1931 | 1936 | 1946 | 1954 |
| ---- | ---- | ---- | ---- | ---- | ---- | ---- | ---- | ---- |
| 276  | 283  | 253  | 252  | 262  | 237  | 238  | 247  | 250  |

| 1962 | 1968 | 1975 | 1982 | 1990 | 1999 | 2006 | 2011 | 2016 |
| ---- | ---- | ---- | ---- | ---- | ---- | ---- | ---- | ---- |
| 216  | 224  | 172  | 192  | 229  | 246  | 271  | 294  | 302  |

| 2021 | 2022 | - | - | - | - | - | - | - |
| ---- | ---- | - | - | - | - | - | - | - |
| 310  | 306  | - | - | - | - | - | - | - |

#### Pyramide des âges
La population de la commune est relativement jeune.
En 2018, le taux de personnes d'un âge inférieur à 30 ans s'élève à 34,5 %, soit en dessous de la moyenne départementale (37,3 %). À l'inverse, le taux de personnes d'âge supérieur à 60 ans est de 15,5 % la même année, alors qu'il est de 22,8 % au niveau départemental.
En 2018, la commune comptait 157 hommes pour 154 femmes, soit un taux de 50,48 % d'hommes, légèrement supérieur au taux départemental (48,89 %).
Les pyramides des âges de la commune et du département s'établissent comme suit.
| Hommes | Classe d’âge | Femmes |
| ------ | ------------ | ------ |
| 0,0    | 90 ou +      | 0,7    |
| 4,6    | 75-89 ans    | 6,0    |
| 11,2   | 60-74 ans    | 8,7    |
| 25,0   | 45-59 ans    | 29,3   |
| 24,3   | 30-44 ans    | 21,3   |
| 14,5   | 15-29 ans    | 12,7   |
| 20,4   | 0-14 ans     | 21,3   |

| Hommes | Classe d’âge | Femmes |
| ------ | ------------ | ------ |
| 0,5    | 90 ou +      | 1,4    |
| 5,5    | 75-89 ans    | 7,6    |
| 15,6   | 60-74 ans    | 16,3   |
| 20,8   | 45-59 ans    | 20     |
| 19,4   | 30-44 ans    | 19,4   |
| 17,6   | 15-29 ans    | 16,2   |
| 20,6   | 0-14 ans     | 19,1   |

## Culture locale et patrimoine

### Lieux et monuments
- L'église Saint-Pierre (inscrite aux monuments historiques) est en mauvais état. Sont surtout remarquables le portail à chapiteaux historiés et la nef du milieu du XIIe siècle. Le reste a été reconstruit ou fortement remanié aux XVe (bas-côté sud), XVIe (chœur transept de style Renaissance), et XVIIIe siècle (bas côté sud, clocher)[28],[29].

- Jardin d'agrément du château (haras de Boursonne propriété privée). Parties constituantes : miroir d'eau, allée régulière, jardin potager, bassin, escalier indépendant.
- Le VOR-DME BSN 114.85Mhz système de positionnement radioélectrique utilisé en navigation aérienne.

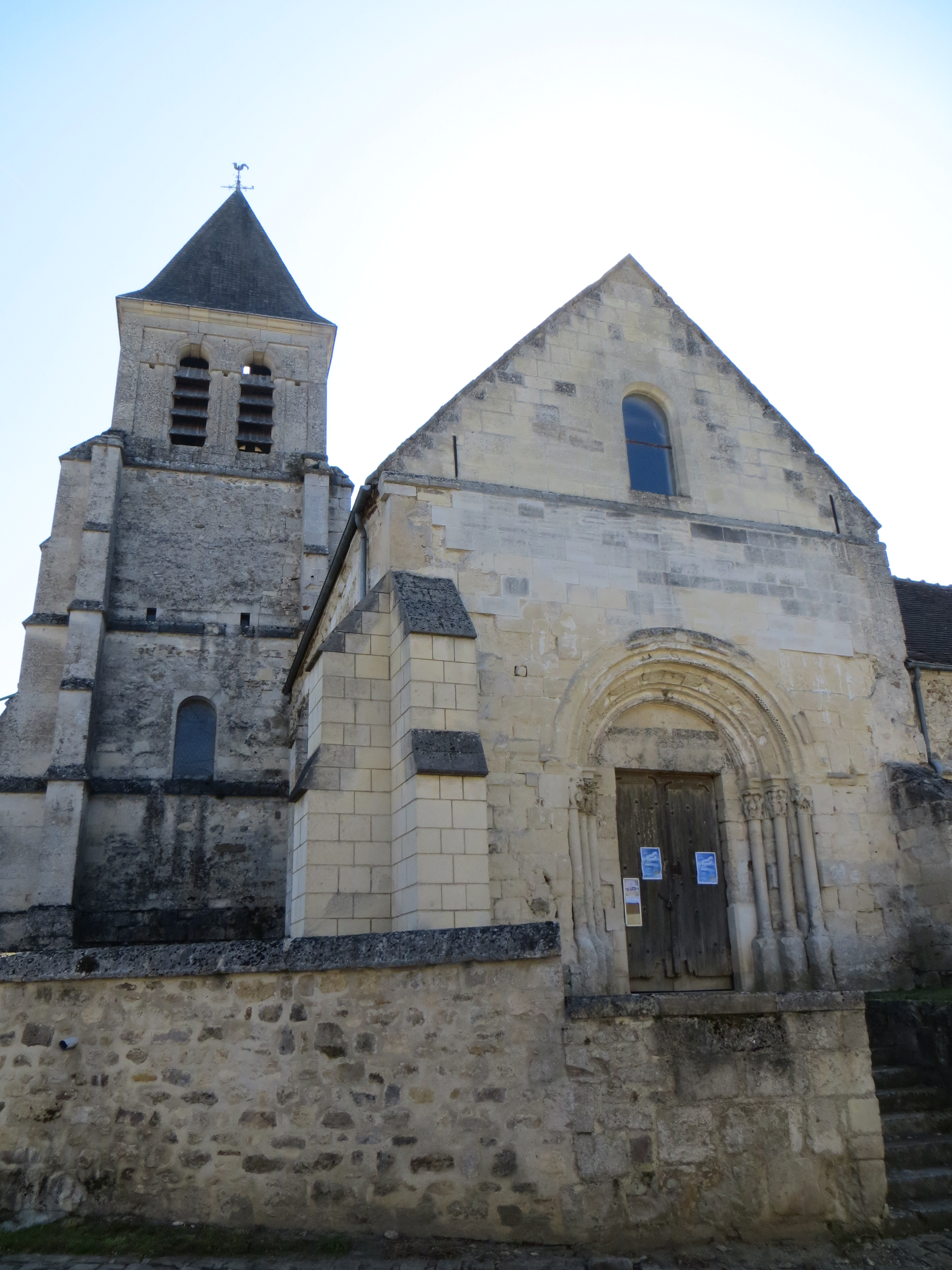
L'église Saint-Pierre.
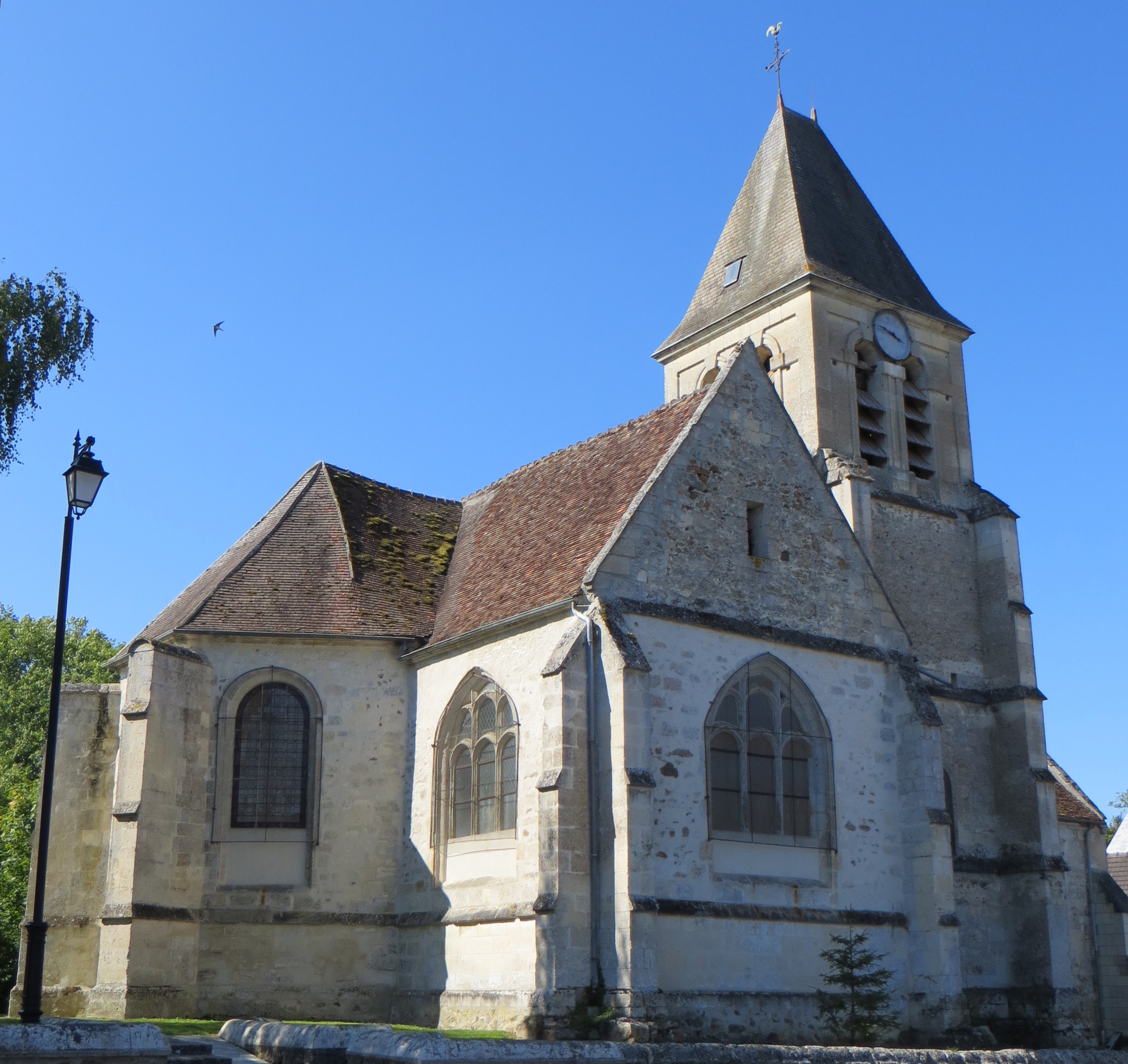
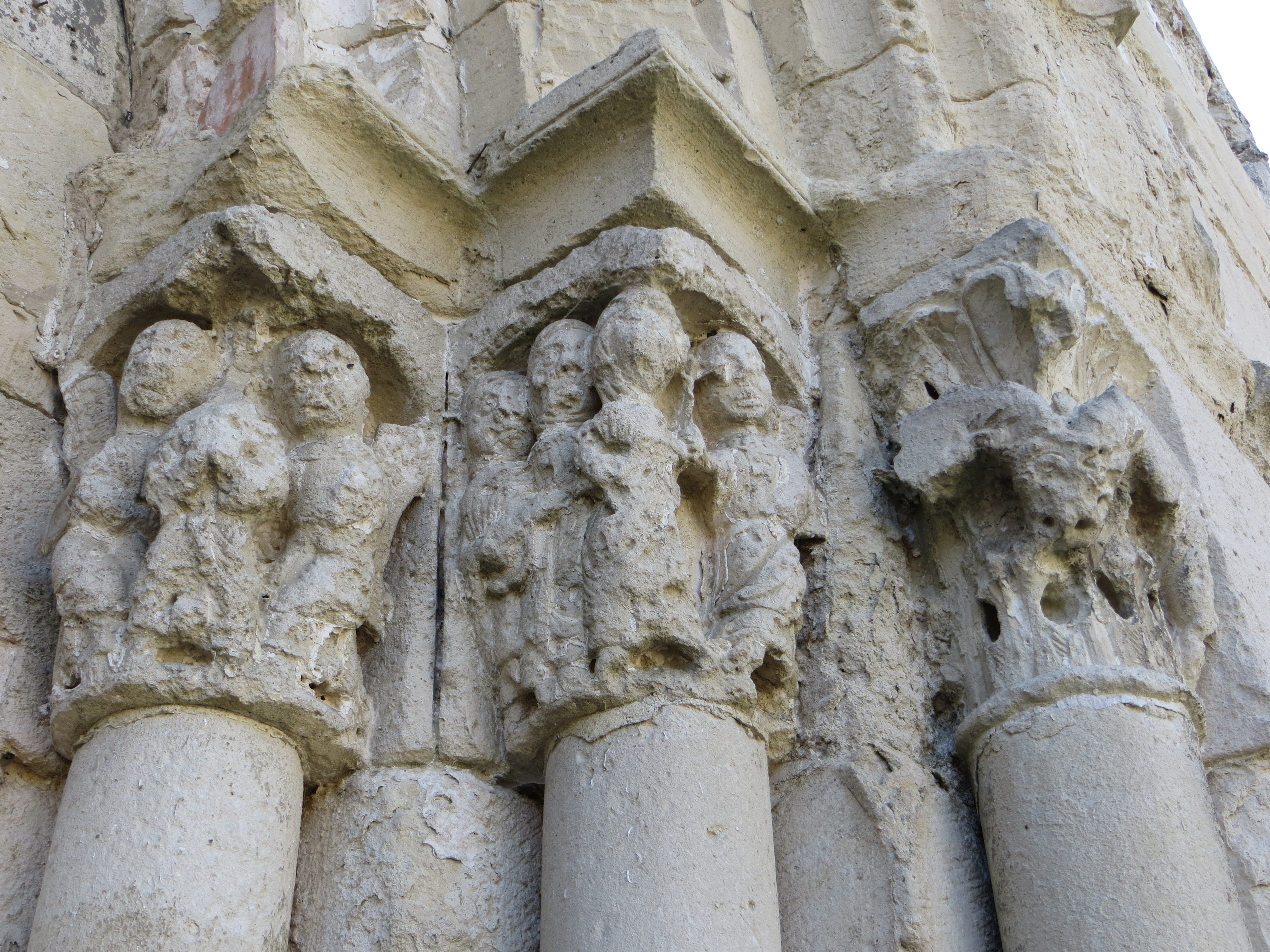
Détail de chapiteau de l'église.
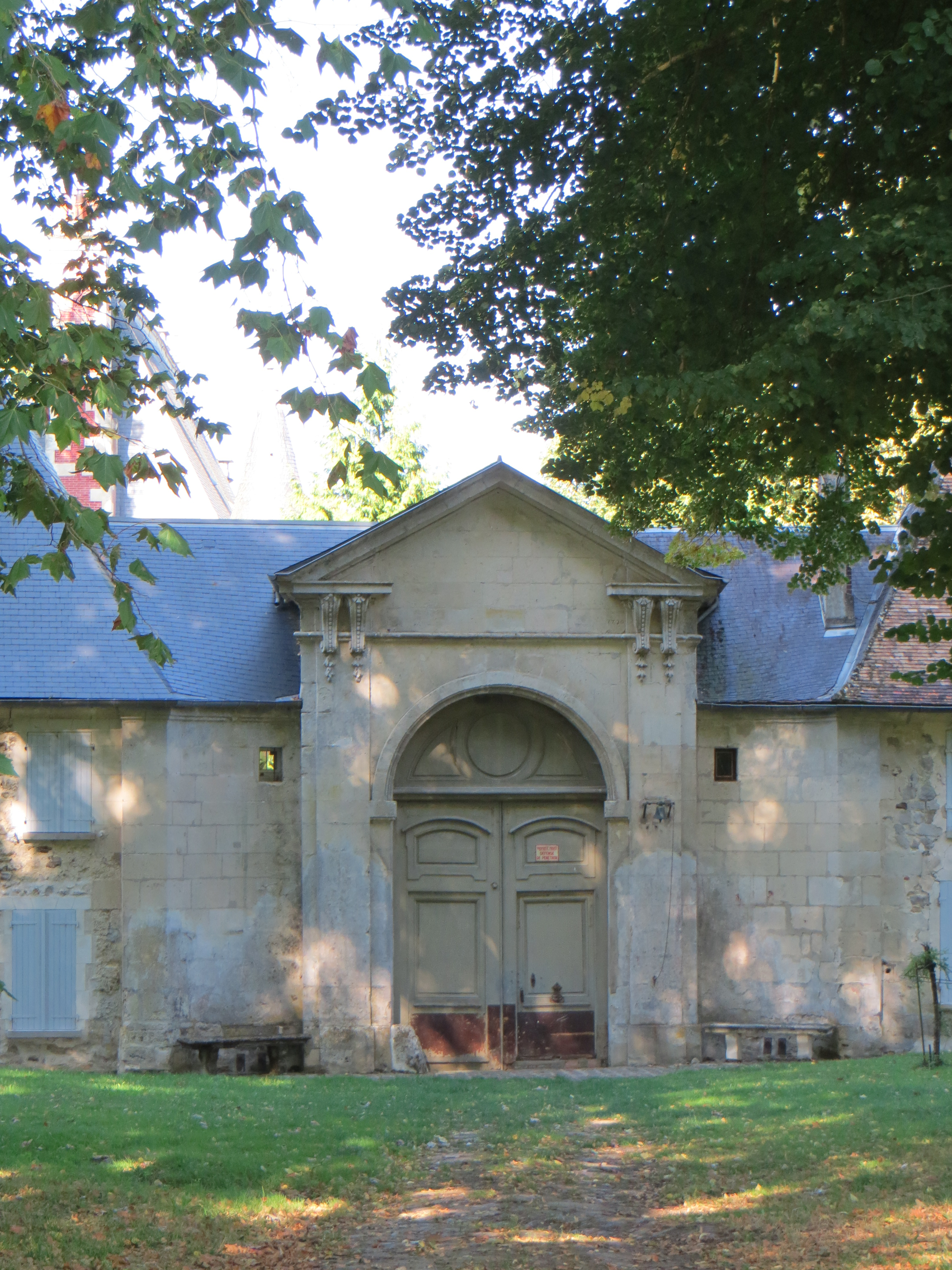
Portail du château.
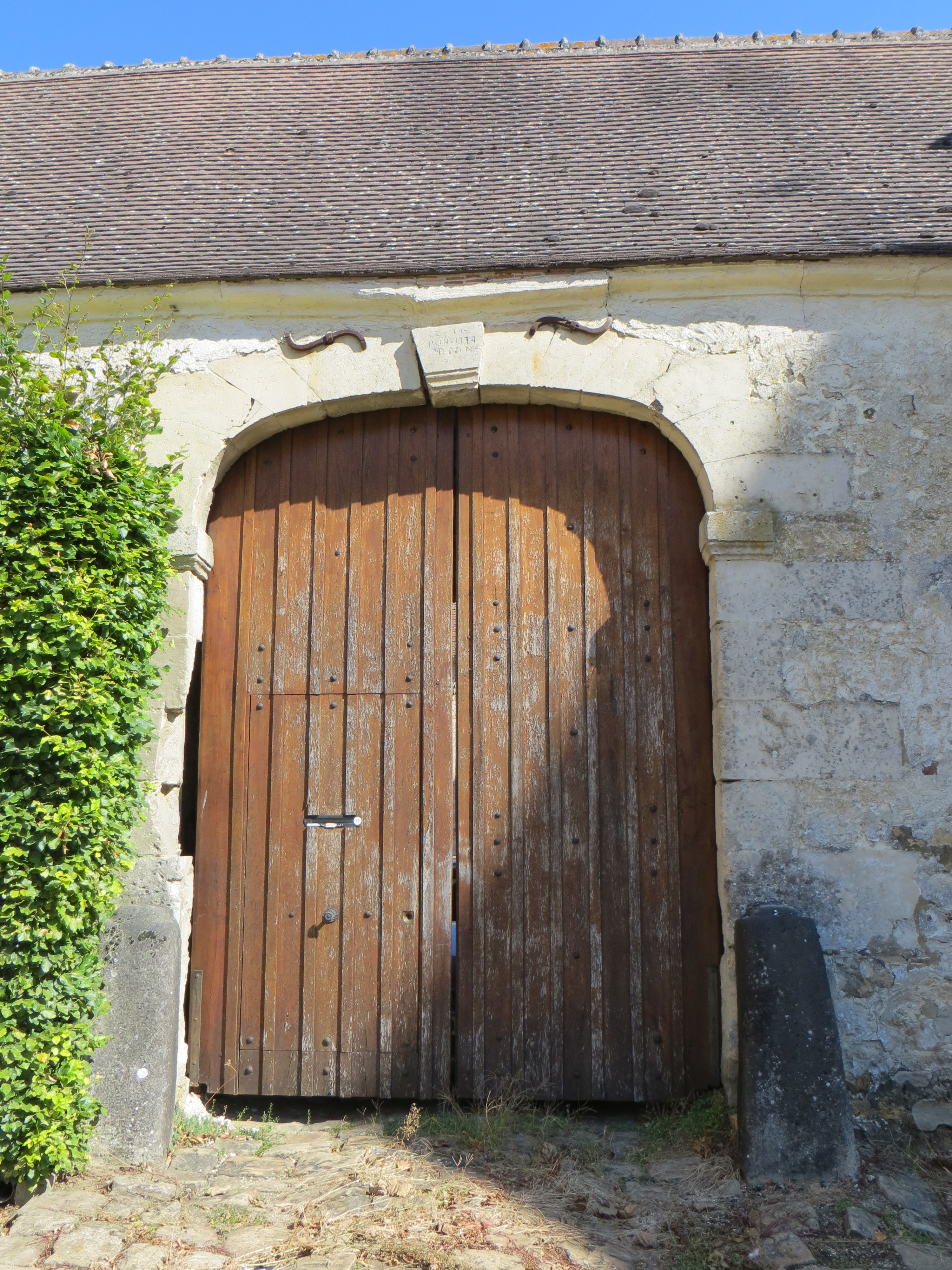
Portail de ferme.

### Personnalités liées à la commune
Boursonne a appartenu pendant trois siècles à la famille de Capendu. Charles de Capendu, vicomte de Boursonne, maître des eaux et forêts du bailliage de Valois, marié le 25 février 1602 à Antoinette de Sébouville[réf. nécessaire].
- Armand Durantin, auteur dramatique et écrivain français décédé au château de Boursonne (1818-1891).